# Antonio Ordóñez
Antonio Ordóñez Araujo (Ronda, Málaga, 16 de febrero de 1932-Sevilla, 19 de diciembre de 1998) fue un torero español.

## Biografía

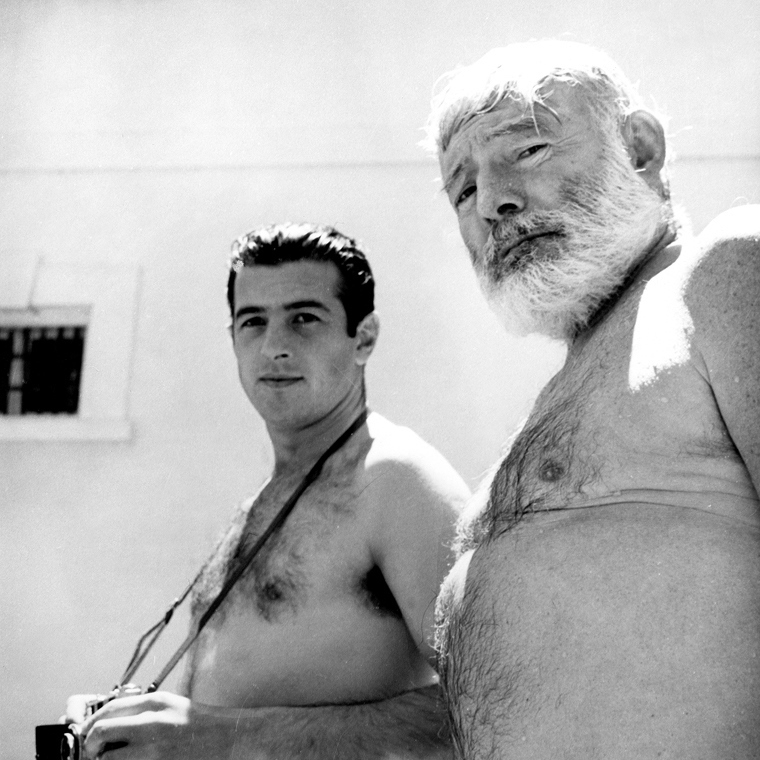
Antonio Ordóñez y Ernest Hemingway, 1959 La Cónsula (Málaga)

Creció en un ambiente taurino y artístico. Fue el tercero de los cinco hijos del matador de toros Cayetano Ordóñez Aguilera, conocido como "El Niño de la Palma". Su madre fue la actriz Consuelo Reyes. En 1925 su padre entabló amistad con Hemingway y Antonio continuó esta relación, llamándole familiarmente, por conocerlo desde su infancia, Papá Ernesto. Fue también amigo del director de cine Orson Welles, admirador del diestro rondeño y amigo hasta tal punto de que sus cenizas descansan desde 1987 en la finca El Recreo, de Ordóñez.
Debutó con el traje de luces el 29 de junio de 1948 en la ciudad de Haro (La Rioja), anunciándose al público como "Antoñito Ordóñez Niño de la Palma IV".
Tomó la alternativa el 28 de junio de 1951 en Las Ventas, de manos de Julio Aparicio. Encabezó el escalafón taurino en 1952 y 1959, este último año con los mismos festejos que Curro Girón. En el año 1954, II Centenario del nacimiento del torero Pedro Romero, se organizó la primera corrida goyesca de Ronda. Tres años después, en la segunda corrida goyesca, Antonio Ordóñez participó en la terna de matadores. Con el transcurso de los años terminará convirtiéndose en su empresario y principal figura.
Torero de estilo purista, fue contemporáneo de toreros de estilo tremendista como El Cordobés, con quien sin embargo no compartió ruedo. Fue famosa su rivalidad taurina con Luis Miguel Dominguín. El rondeño es  considerado como uno de los mejores toreros del siglo XX y de todos los tiempos. Conocido como el “maestro de maestros”.
Entre los muchos momentos importantes de su carrera son de recordar el Escapulario de Oro del Señor de los Milagros en la plaza de Acho en 1962, la histórica faena realizada en La Maestranza el 7 de agosto de 1960 al toro Matajacas de la ganadería de Juan Pedro Domecq. Fue célebre, igualmente, según las referencias de la época, la faena que realizó el diestro malagueño al toro Escritor de la ganadería de Juan Pedro Domecq en la Plaza de toros de Granada el 17 de junio de 1960, al que le cortó las dos orejas. Entre otras faenas memorables de Ordóñez están el triunfo en la Feria de San Isidro en 1968 o el debut de su ganadería en la Feria de San Fermín en Pamplona en 1962. Además, Fue organizador de los Festejos Goyescos de Ronda.
Se retiró al final de la temporada de 1968, si bien tuvo un breve retorno en 1981. Siguió vinculado al mundo de los toros como ganadero, habiendo adquirido su primera ganadería en 1962, empresario taurino de la plaza de toros de Ronda y dirigiendo la carrera de su nieto Francisco Rivera Ordóñez. Recibió la Legión de Honor, concedida por el gobierno francés, en 1995. Un año más tarde se convirtió en el primer torero en recibir la Medalla de Oro al Mérito en las Bellas Artes por parte del gobierno español. 
Falleció en la Clínica Sagrado Corazón de Sevilla el 19 de diciembre de 1998 a causa de un cáncer. Meses antes, consciente de la gravedad de su enfermedad, había declarado: "En este toro no hay sobrero". Fue incinerado y sus cenizas reposan bajo la arena de la Plaza de la Real Maestranza de Ronda. Se le otorgó en 1999 la Medalla de Oro al Mérito en el Trabajo a título póstumo.

## Homenajes

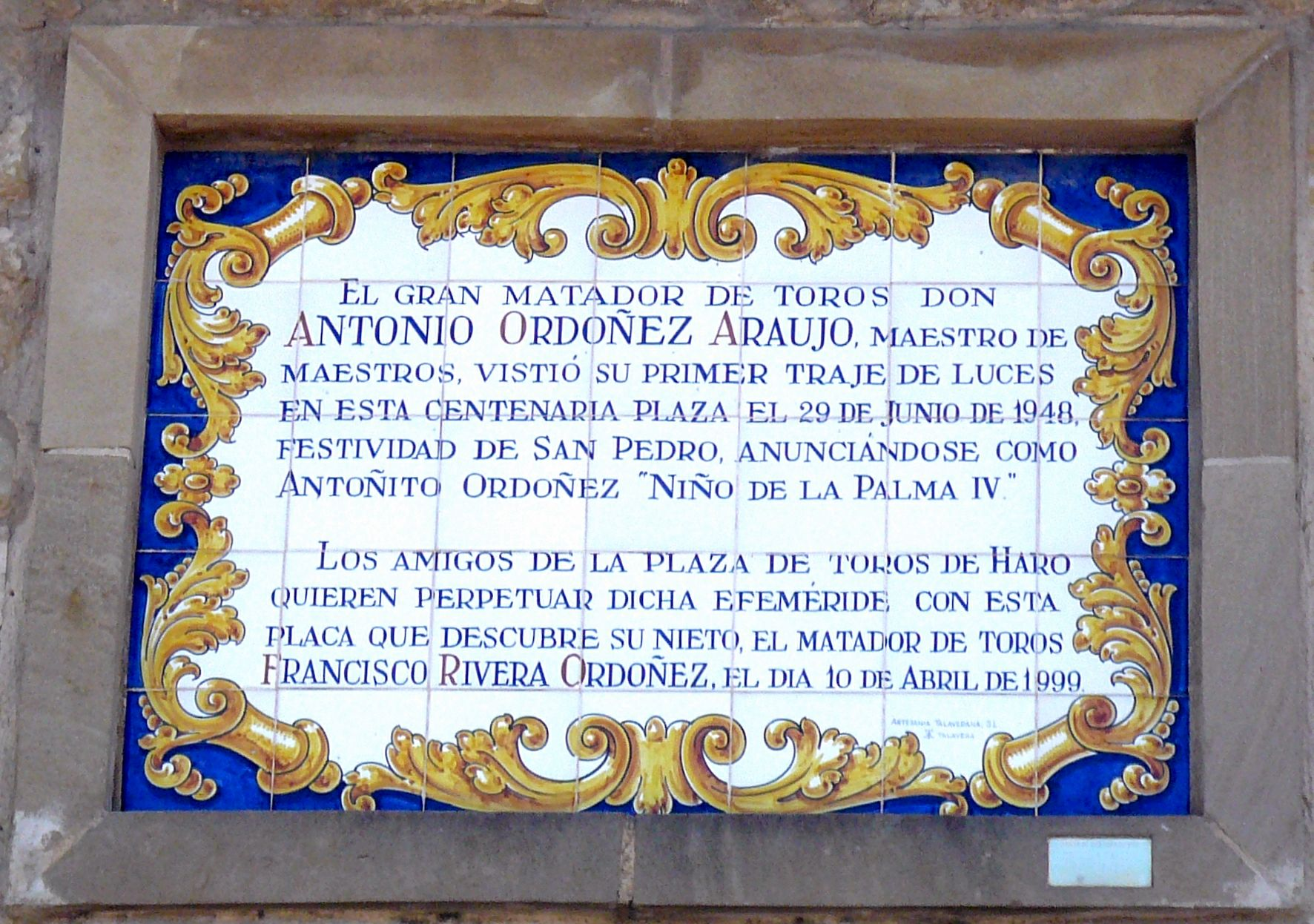
Memorial de la primera vestidura del traje de luces por Antonio Ordóñez en la Plaza de Toros de Haro (La Rioja) el 29 de junio de 1948

El premio a la mejor faena taurina en feria taurina de La Malagueta se denomina Estoque de Plata Antonio Ordóñez. En 1996 se inauguró frente a la plaza de toros de Ronda la escultura de Antonio Ordóñez.

## Vida personal
Casado dos veces, su primera esposa fue Carmen González Lucas conocida como Carmina Dominguín, hija del matador de toros Domingo Dominguín y hermana de Luis Miguel Dominguín; casados el 19 de octubre de 1953 en Cuenca, de su unión, nacerían dos hijas, Carmen Cayetana y Ana Belén. En octubre de 1983 contrajo matrimonio en segundas nupcias con  María Pilar Lezcano Delgado. 
Sus nietos Francisco Rivera Ordóñez y Cayetano Rivera Ordóñez han continuado con la saga taurina a la que perteneció Ordóñez 
| Predecesor: José Luis Campuzano Zamalloa | Hermano Mayor de la Esperanza de Triana 1973-1979 | Sucesor: Vicente Acosta Domínguez |